# Thricops semicinereus
Thricops semicinereus är en tvåvingeart som först beskrevs av Christian Rudolph Wilhelm Wiedemann 1817.  Thricops semicinereus ingår i släktet Thricops och familjen husflugor.
Artens utbredningsområde är Tyskland. Arten är reproducerande i Sverige. Inga underarter finns listade i Catalogue of Life.

## Bildgalleri

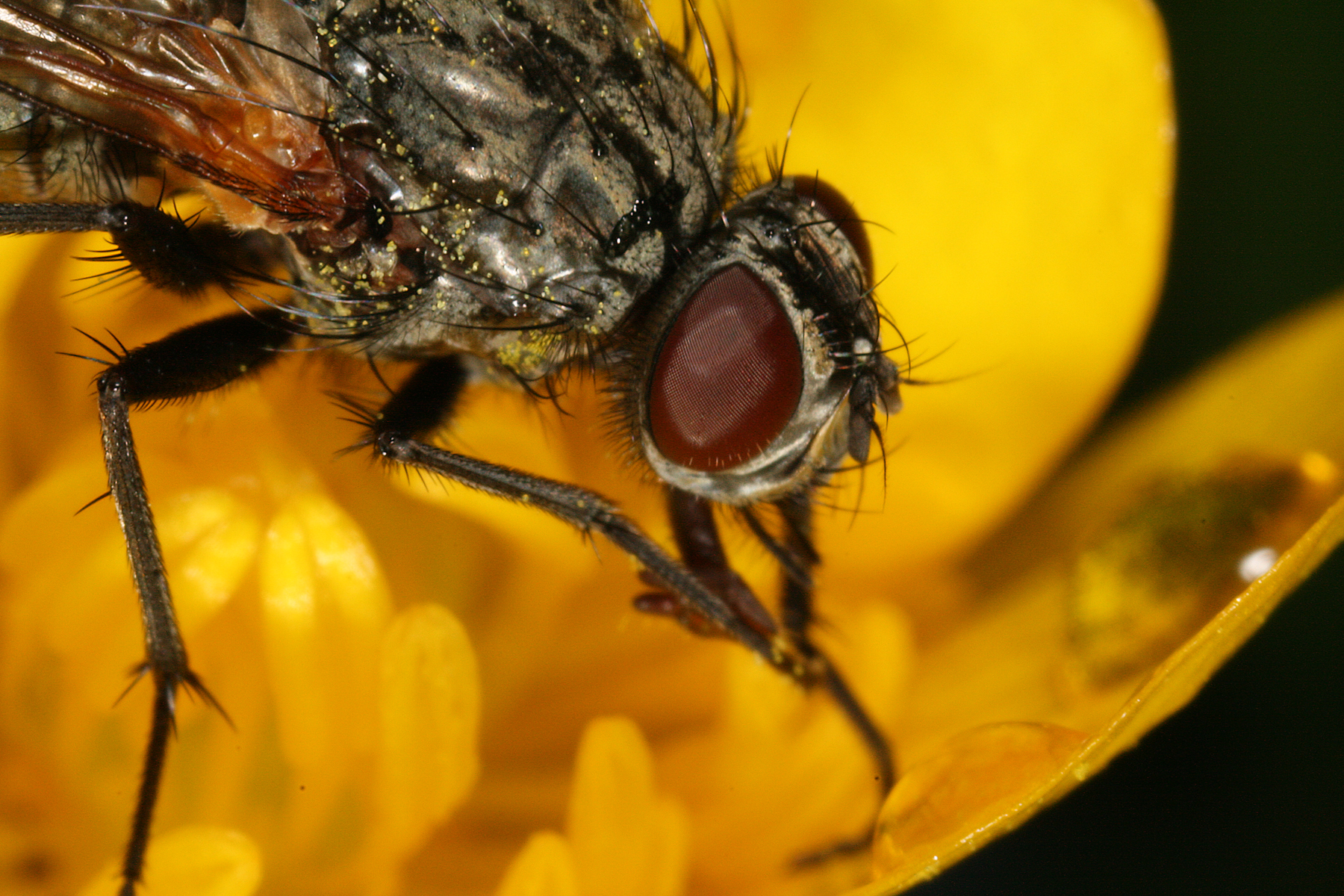
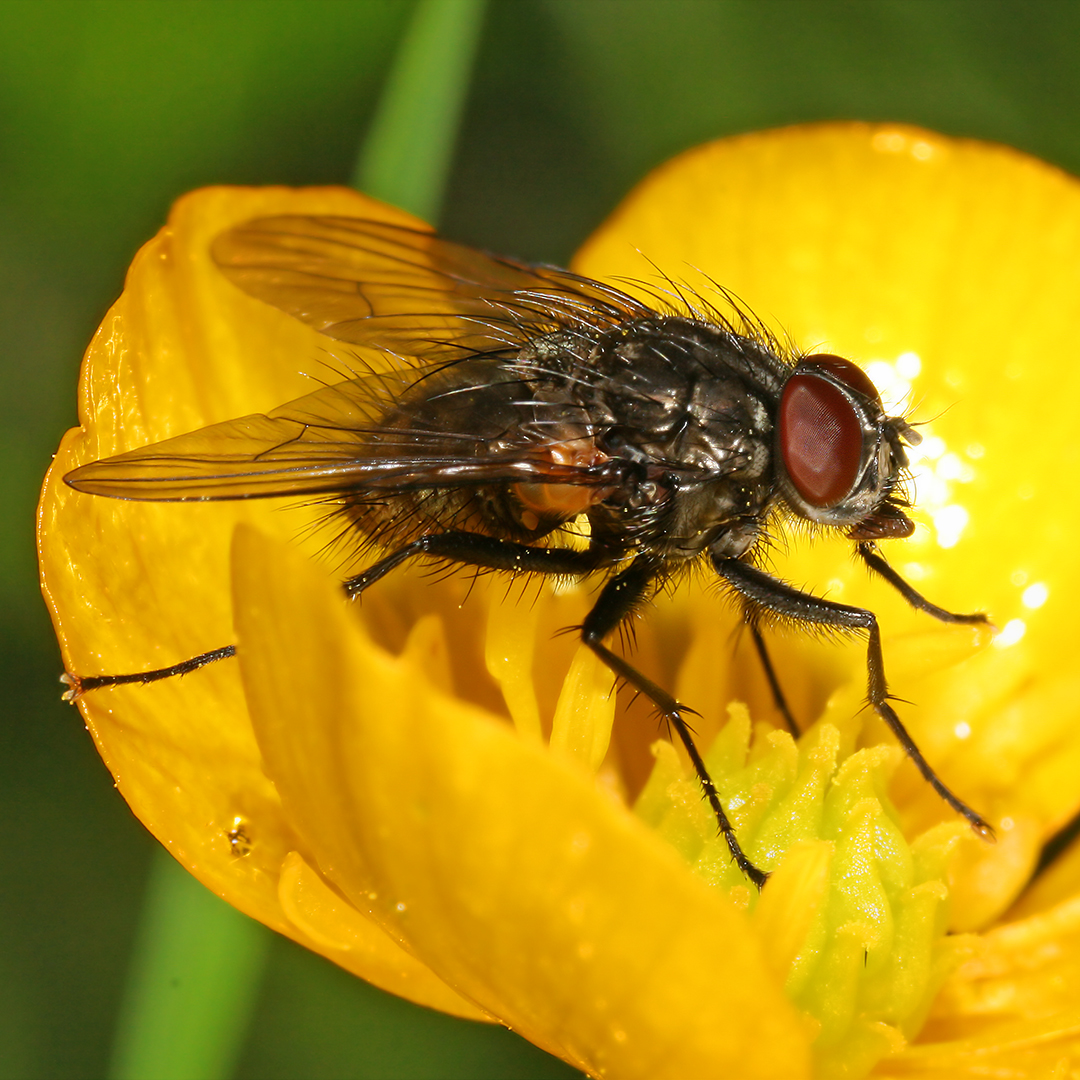
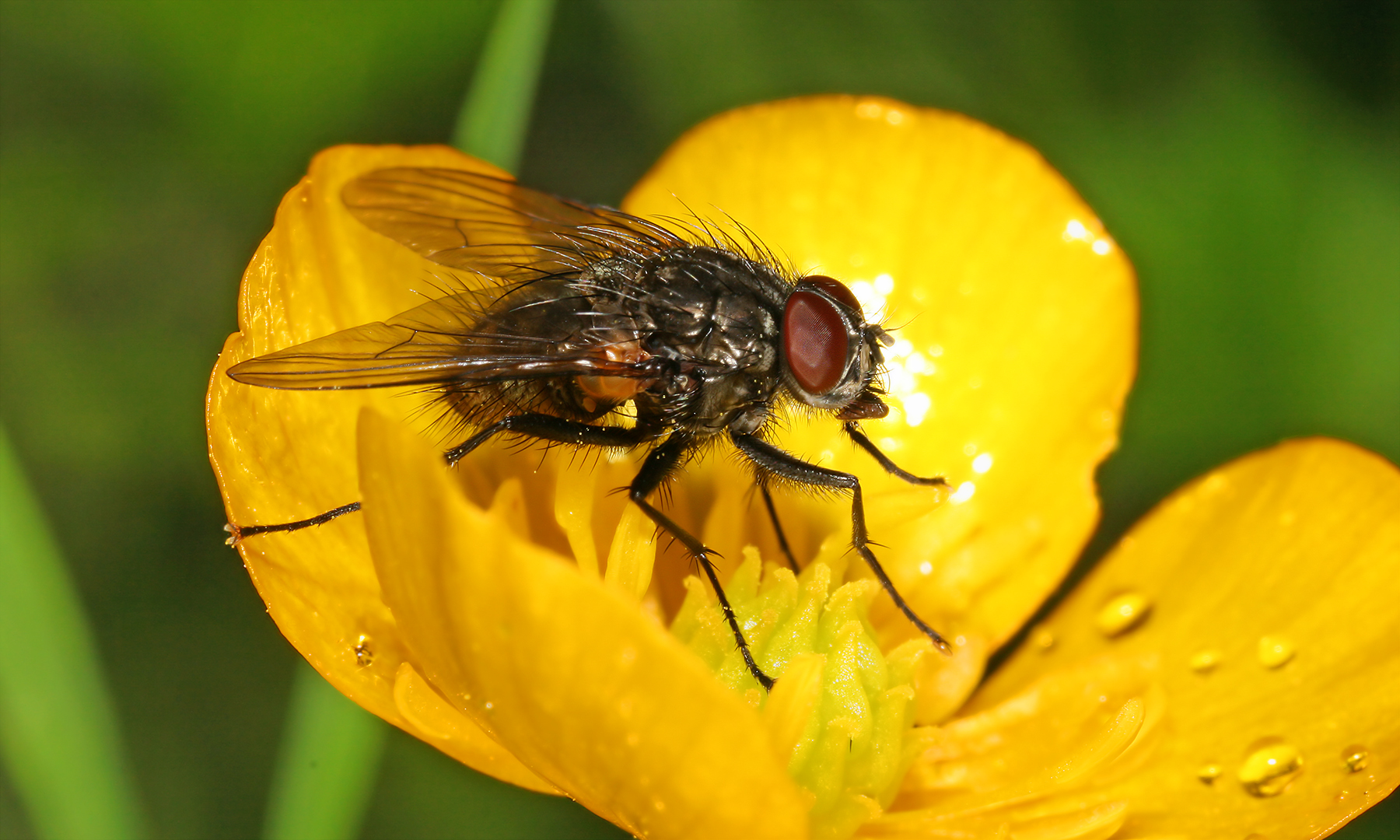
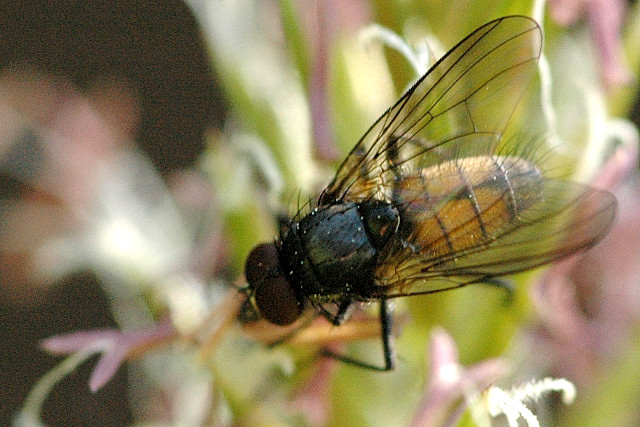
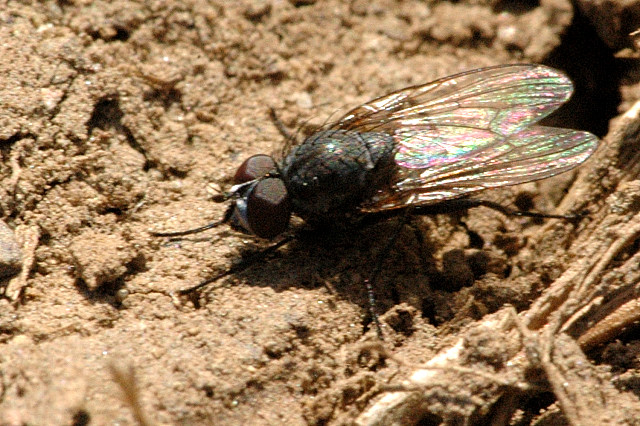